# Чёрный тюльпан (Рузаевка)
Чёрный тюльпа́н — памятный знак воинам-интернационалистам, погибшим в ходе боевых действий в Афганистане, Чечне, а также в других локальных войнах и вооружённых конфликтах. Находится на Аллее Славы на пересечении бульвара Горшкова и улицы Чапаева города Рузаевка Республики Мордовия.
В 2004 году в Рузаевском районе был объявлен конкурс проектов на создание памятного знака. По условиям в центре композиции обязательно должен был располагаться символ афганской войны — чёрный тюльпан. В конкурсе приняли участие 10 проектов, представленных различными творческими организациями, группами, индивидуальными проектировщиками. Победа была присуждена проекту Сергея Болисова.
Памятник был открыт 27 августа 2012 года в дни празднования 1000-летия единения мордовского народа с народами Российского государства. Средства на его воздвижение собирались в течение четырёх лет в виде добровольных пожертвований от общественных и коммерческих организаций, предприятий и частных лиц.
Памятник представляет собой стелу из трёх колонн, символизирующих самолёт — тот самый «чёрный тюльпан», перевозивший из Афганистана в СССР «груз 200» — гробы с погибшими на войне солдатами и офицерами. Наверху стелы — стилизованный под шлем купол и колокол под ним; внизу — чаша в виде полураскрывшегося чёрного тюльпана. На одной из колонн помещён список погибших «афганцев» — уроженцев Рузаевки.